# ファイナルファンタジーXI
『ファイナルファンタジーXI』（ファイナルファンタジーイレブン、FINAL FANTASY XI、FINAL FANTASY XI ONLINE、略称: FFXI、FF11）は、スクウェア・エニックスが開発したファイナルファンタジーシリーズのナンバリングタイトル第11作目にして、シリーズ初のオンラインゲームでありMMORPGである。
2000年1月29日に開催されたイベント「スクウェア・ミレニアム」において『ファイナルファンタジーIX』や『ファイナルファンタジーX』と共に発表された。
インターネットを通じて不特定の多数の人がゲーム上でコミュニケーションを取り、モンスターと戦ったり、販売品の製造、売買をゲーム内で行う。これらはスクウェア・エニックスのオンラインサービス「PlayOnline」を通じて提供される。また、運用開始時点ではサンマイクロシステムズ社のOS、Solarisが採用されていた。

## プレイ環境
現在、ファイナルファンタジーXIをプレイできる環境はWindowsを搭載したパソコンのみである。動作にあたりSE社が公表している、最低限必要なスペックは以下の通り。
- OS ※いずれも日本語版
  - Windows 8.1
  - Windows 10（下記付記も参照）

- CPU: Pentium III 800MHz以上
- メインメモリ: 実装128MB以上
- グラフィックカード: NVIDIA GeForce / ATI Radeon9000以上シリーズチップ搭載のグラフィックカードVRAM32MB以上
- サウンドカード: DirectX 8.1と100%互換性のあるドライバーソフトウェアを備えたサウンドカード
- HDD空き容量: 9.5GB以上
- その他: キーボード、マウス、DirectX 8.1、DVD-ROMドライブ
- 通信環境:56kbps対応モデム相当以上の速度でインターネットへ接続可能な環境[2]

※ 最初にプレイを始める際や新しいシナリオの受領・およびメンテナンスなどを行うため、時折り数十～数百MBのパッチをダウンロードする必要があるため、現在は常時接続・定額の高速ネット環境（最低でもADSL以上）でないと、現実的に快適なプレイは出来ない。
SE社で検証し、支障の無いプレイが可能と認定された「推奨目安環境」は下記の通り。（2020年1月14日　現在）上記最低スペックと同じな箇所（OSなど）は割愛。
- CPU: Core i3 2.4GHz 相当以上
- メインメモリ: 2GB 以上
- グラフィックカード: NVIDIA GeForce GT 740 相当以上
- HDD・SSD 空き容量: 15GB 以上
- その他: DirectX(R) End-User Runtimeのインストール

キーボードやマウスのほか、ゲームパッドも併用すれば、より簡単に操作が可能。
過去にはPlayStation 2（PS2）とXbox 360でもプレイ可能だったが、共に2016年3月31日をもってサービスを終了した。PS2版は、本体以外にPlayStation BB Unitが必要だった（そのためBB Unit非対応の薄型PS2本体（SCPH-70000/90000）ではプレイできなかった）。PlayStation 2 BB PACK（SCPH-50000）や、PlayStation 3（PS3）の20GB・60GBモデルは本体のみでプレイできた。Xbox 360版は専用ハードディスクが必要だった。
Windowsについては、過去には Windows XPおよび Windows Vista・ Windows 7・Windows 8もサポートしていたが、Windowsの発売元であるマイクロソフトが、これらのOSに関するサポート期間を順次終了したことにより、現在では基本的に上記のOSでないと正しくプレイできない。
なおWindows 10 (Win10) は「推奨」とされているが、『FFXI』自体が最新OSであるWin10を前提にした設計になっていないため、OSの機能をいくつか（プレイ時に）停止しないと不都合が生じる可能性がある。

## 製品情報
| パッケージ名                                                   | プレイ環境                                | 発売日                                                                                              | 対象ユーザー                                                     | 用途・特徴 |
| -------------------------------------------------------------- | ----------------------------------------- | --------------------------------------------------------------------------------------------------- | ---------------------------------------------------------------- | --- |
| FinalFantasy XI β                                              | PS2                                       | 2001年12月17日                                                                                      | βテスターのみ                                                    | 非売品。オンライン公開前のクローズドβテスター向け。 |
| FinalFantasy XI                                                | PS2                                       | 2002年5月16日 (2002年9月26日『2002 SPECIAL ART BOX』発売) (2003年6月12日『エントリーディスク』発売) | 全ユーザー                                                       | 初回リリース版。 基本データに相当。 |
| FinalFantasy XI                                                | PC （CD-ROM版）                           | 2002年11月7日 (2003年6月12日『エントリーディスク』発売)                                             | 全ユーザー                                                       | 初回リリース版。 基本データに相当。 |
| FinalFantasy XI                                                | PC （公式サイトからのダウンロード販売版） | 2008年10月9日                                                                                       | 全ユーザー                                                       | 14日のフリートライアル期間つき(『フリートライアル for Windows(R)』)。基本データのみ。試用期間後の利用にはレジストレーションコードを追加購入する。ファイルサイズは3GB弱。 |
| FinalFantasy XI                                                | (Xbox 360)                                | （2006年4月20日）                                                                                   | 全ユーザー                                                       | （Xbox 360版はオールインパック2006が初回リリース版に該当） |
| FinalFantasy XI 拡張データディスク 『ジラートの幻影』          | PS2 PC                                    | 2003年4月17日                                                                                       | 基本データ 導入者向け                                            | 追加データのみ。 拡張ディスク第1弾。新しい職業、マップ、ミッションが追加。                                                                                               |
| FinalFantasy XI 拡張データディスク 『ジラートの幻影』          | PC向けダウンロード販売版                  | 2008年10月9日                                                                                       | 基本データ 導入者向け                                            | 同上。 ダウンロードするファイルサイズは550MB程度。WEBサイトからのオンライン販売のみ。                                                                                    |
| FinalFantasy XI 拡張データディスク 『プロマシアの呪縛』        | PS2 PC                                    | 2004年9月16日                                                                                       | 基本データ 導入者向け                                            | 追加データのみ。 拡張ディスク第2弾。新しいマップ、ミッションが追加。 |
| FinalFantasy XI 拡張データディスク 『プロマシアの呪縛』        | PC向けダウンロード販売版                  | 2008年10月9日                                                                                       | 基本データ 導入者向け                                            | 同上。 ダウンロードするファイルサイズは620MB程度。WEBサイトからのオンライン販売のみ。                                                                                    |
| FinalFantasy XI 拡張データディスク 『アトルガンの秘宝』        | PS2 PC                                    | 2006年4月20日                                                                                       | 基本データ 導入者向け                                            | 追加データのみ。 拡張ディスク第3弾。新しい職業、マップ、ミッションが追加。                                                                                               |
| FinalFantasy XI 拡張データディスク 『アトルガンの秘宝』        | PC向けダウンロード販売版                  | 2008年10月9日                                                                                       | 基本データ 導入者向け                                            | 同上。 ダウンロードするファイルサイズは450MB程度。WEBサイトからのオンライン販売のみ。                                                                                    |
| FinalFantasy XI 拡張データディスク 『アルタナの神兵』          | PS2 PC Xbox 360                           | 2007年11月22日                                                                                      | 基本データ 導入者向け                                            | 追加データのみ。 拡張ディスク第4弾。新しい職業、マップ、ミッションが追加。                                                                                               |
| FinalFantasy XI 拡張データディスク 『アルタナの神兵』          | PC向けダウンロード販売版                  | 2008年10月9日                                                                                       | 基本データ 導入者向け                                            | 同上。 ダウンロードするファイルサイズは370MB程度。WEBサイトからのオンライン販売のみ。                                                                                    |
| FinalFantasy XI 拡張データディスク 『アドゥリンの魔境』        | PS2 PC Xbox 360                           | 2013年3月27日                                                                                       | 基本データ 導入者向け                                            | 追加データのみ。 拡張ディスク第5弾。新しい職業、マップ、ミッションが追加。 PS2版はPS2最後のゲームソフトである。                                                          |
| FinalFantasy XI 拡張データディスク 『アドゥリンの魔境』        | PC向けダウンロード販売版                  | 2013年3月27日                                                                                       | 基本データ 導入者向け                                            | 同上。 ダウンロードするファイルサイズは208MB程度。WEBサイトからのオンライン販売のみ。                                                                                    |
| FinalFantasy XI 追加シナリオ 『石の見る夢』                    | PS2 PC Xbox 360                           | 2009年3月23日                                                                                       | 基本データおよび「ジラートの幻影」導入者向け                     | POLビューアにてレジストレーションコードを購入することによりプレイ可能となる。                                                                                            |
| FinalFantasy XI 追加シナリオ 『戦慄！モグ祭りの夜』            | PS2 PC Xbox 360                           | 2009年7月6日                                                                                        | 基本データおよび「ジラートの幻影」導入者向け                     | POLビューアにてレジストレーションコードを購入することによりプレイ可能となる。                                                                                            |
| FinalFantasy XI 追加シナリオ 『シャントット帝国の陰謀』        | PS2 PC Xbox 360                           | 2009年10月26日                                                                                      | 基本データおよび「ジラートの幻影」導入者向け                     | POLビューアにてレジストレーションコードを購入することによりプレイ可能となる。                                                                                            |
| FinalFantasy XI 追加シナリオ 『ヴァナ・ディールの星唄 第1章』  | PS2 PC Xbox 360                           | 2015年5月14日                                                                                       |                                                                  | |
| FinalFantasy XI 追加シナリオ 『ヴァナ・ディールの星唄 第2章』  | PS2 PC Xbox 360                           | 2015年8月5日                                                                                        |                                                                  | |
| FinalFantasy XI 追加シナリオ 『ヴァナ・ディールの星唄 最終章』 | PS2 PC Xbox 360                           | 2015年11月10日                                                                                      |                                                                  | |
| FinalFantasy XI 拡張コンテンツ 『禁断の地アビセア』            | PS2 PC Xbox 360                           | 2010年6月8日                                                                                        | 基本データ、「ジラートの幻影」および「アルタナの神兵」導入者向け | POLビューアにてレジストレーションコードを購入することによりプレイ可能となる。                                                                                            |
| FinalFantasy XI 拡張コンテンツ 『アビセアの死闘』              | PS2 PC Xbox 360                           | 2010年8月24日                                                                                       | 基本データ、「ジラートの幻影」および「アルタナの神兵」導入者向け | POLビューアにてレジストレーションコードを購入することによりプレイ可能となる。                                                                                            |
| FinalFantasy XI 拡張コンテンツ 『アビセアの覇者』              | PS2 PC Xbox 360                           | 2010年11月24日                                                                                      | 基本データ、「ジラートの幻影」および「アルタナの神兵」導入者向け | POLビューアにてレジストレーションコードを購入することによりプレイ可能となる。                                                                                            |
| FinalFantasy XI 追加シナリオ 『蝕世のエンブリオ』              | PC                                        | 2020年8月6日                                                                                        |                                                                  | |

ゲームのプレイは基本パッケージのみで可能であるが、拡張パッケージにて追加されたエリアへの移動、ジョブを使用することはできない。
拡張エリアでのプレイが広く普及しているため、基本パッケージのみではパーティプレイに支障が出る場合がある。たとえば「ジラートの幻影」にて追加されたエリアの一部はレベル10代でもプレイ可能であるが、ゲームの進行状況に応じて拡張データを追加することが望ましい。また、インストールされていないと再生されないBGM（チョコボでの移動時やジュノクリスマスソングなど）もある。
Windows版にて「ヴァナ・ディールコレクション」以外のパッケージを購入した場合、プレイオンラインビューアまたは公式Webサイトから拡張データのレジストレーションコードを購入しソフトウェアをダウンロードすることで、拡張データを追加することができる。
公式ホームページでは「ヴァナ・ディールコレクション」ははじめての人を対象としているが、実際には拡張ディスクの追加セット購入の目的で使用する事もできる。
初回インストール後の起動時に、ソフトウェアを最新の状態に保つためソフトウェアがアップデートされる。回線状況とインストールしたパッケージにより所要時間は大きく異なるが、おおむね数分から数時間程度必要とする。ただし初期に発売されたパッケージの場合は数日かかる場合もある。
以下に、国内にて販売されたファイナルファンタジーXIの複数パッケージ製品を記す。
| パッケージ名                                              | プレイ環境 | プレイ環境 | プレイ環境 | 同梱ディスク | 同梱ディスク | 同梱ディスク | 同梱ディスク | 同梱ディスク | 同梱ディスク | 発売日         | 用途・特徴 |
| パッケージ名                                              | PS2        | PC         | Xbox 360   | 基本データ   | ジラート     | プロマシア   | アトルガン   | アルタナ     | アドゥリン   | 発売日         | 用途・特徴 |
| --------------------------------------------------------- | ---------- | ---------- | ---------- | ------------ | ------------ | ------------ | ------------ | ------------ | ------------ | -------------- | --- |
| FINAL FANTASY XI ジラートの幻影 オールインワンパック 2003 | ○          | ○          | ×          | ○            | ○            | ×            | ×            | ×            | ×            | 2003年4月17日  | すでに販売終了し、ヴァナ・ディールコレクションに移行済み。 |
| FINAL FANTASY XI オールインワンパック 2004                | ○          | ○          | ×          | ○            | ○            | ○            | ×            | ×            | ×            | 2004年9月16日  | すでに販売終了し、ヴァナ・ディールコレクションに移行済み。 |
| FINAL FANTASY XI エントリーディスク 2005                  | ○          | ○          | ×          | ○            | ○            | ×            | ×            | ×            | ×            | 2005年3月3日   | すでに販売終了し、ヴァナ・ディールコレクションに移行済み。 |
| FINAL FANTASY XI オールインワンパック 2006                | ○          | ○          | ○          | ○            | ○            | ○            | ○            | ×            | ×            | 2006年4月20日  | すでに販売終了し、ヴァナ・ディールコレクションに移行済み。 |
| はじめての ファイナルファンタジー                         | ×          | ○          | ×          | ○            | ×            | ×            | ×            | ×            | ×            | 2007年5月11日  | ソースネクストからの発売。 拡張パッケージのレジストレーションコードは含まれない（ソフトウェアは含まれている）。 すでに販売終了し、ヴァナディールコレクションに移行済み。 |
| FINAL FANTASY XI ヴァナ・ディールコレクション             | ○          | ○          | ○          | ○            | ○            | ○            | ○            | ○            | ×            | 2007年11月22日 | アルタナの神兵までの拡張ディスクのセット（追加シナリオは含まれない）。                                                                                                   |
| FINAL FANTASY XI ヴァナ・ディールコレクション2            | ○          | ○          | ○          | ○            | ○            | ○            | ○            | ○            | ×            | 2009年11月12日 | アルタナの神兵までの拡張ディスク、および追加シナリオ3本全てのセット。 |
| FINAL FANTASY XI ヴァナ・ディールコレクション3            | ×          | ○          | ×          | ○            | ○            | ○            | ○            | ○            | ×            | 2011年5月16日  | アルタナの神兵までの拡張ディスク、追加シナリオ3本、およびバトルエリア拡張コンテンツ3本全てのセット。                                                                     |
| FINAL FANTASY XI ヴァナ・ディールコレクション4            | ×          | ○          | ×          | ○            | ○            | ○            | ○            | ○            | ○            | 2013年3月27日  | アドゥリンの魔境までの拡張ディスク、追加シナリオ、およびバトルエリア拡張コンテンツ全てのセット。                                                                         |

上記に挙げた製品以外にも、北欧版、ドイツ語版などが存在する。2012年12月18日にネット限定販売で、FFIからFFXIIIまでのナンバリングソフト（FFI・FFII・FFIV〜FFIXはPS、FFIIIはPSP、FFX〜FFXIIはPS2、FFXIIIはPS3)、及びFF25周年記念CDやレプリカ等の限定アイテムをセットにした特別パッケージ『ファイナルファンタジー 25th アニバーサリー アルティメットボックス』(FINAL FANTASY 25th ANNIVERSARY ULTIMATE BOX) が発売された。

## ゲーム概要
プレイヤーが自分の操作するプレイヤーキャラクター (PC) を作り、仮想の世界ヴァナ・ディール (Vana'diel) の中を冒険者として自由に往来しながら、モンスターと戦ったり、ミッション（PCの所属する国家や、追加ディスクの世界にまつわるストーリーイベント）やクエスト（ミッションより小規模な、街の人々などからの依頼）をクリアしたりすることで、自分のPCを育てていく。同時に、他のプレイヤーたちとチャットで会話したり、協力し合ったり、取り引きしたりすることで、仮想的な社会に属することを楽しむ。
オンラインゲームとしては珍しく、ストーリーや時代背景などの設定が非常に充実している特徴を持つ。

### ボーダーレスな世界
本作では、オンラインゲームにおけるプレイ環境のボーダーレス化を目指す壮大な実験として、機種別・国別・言語別にサーバを分割せず、全てのプレイヤーを同一のサーバ環境に収容している。そのため、日本人やアメリカ人など異なる国籍のユーザーがひとつのワールドに存在することになっている。
これを受けて、システム側でゲーム中に頻繁に使用される単語・語句などの定型文をある程度用意しており、簡単なキー操作で呼び出すことが出来る。この定型文は受信するクライアントの言語設定によって自動的に翻訳され、それを利用することによってある程度、異なる言語のプレイヤーがコミュニケーションを図ることができる（例：日本ユーザーが「こんにちは」という定型文を使うと、米国ユーザーには「Hello!」と表示されるなど）。

### アップデート
ゲームの仕様変更（バージョンアップ）は、小規模・大規模なものをあわせて約2 - 3ヶ月のペースで行われていたが、2013年10月からは1ヵ月ごとに小～中規模のバージョンアップを行うようになった。その後、メジャーバージョンアップは2015年11月10日をもって終了。2016年4月以降はマイナーバージョンアップで運営を継続し、毎月、バトルフィールドなどの追加、バランス調整、バグフィックスを実施する予定となっている。

### コミュニティ
本作では、ゲーム内とゲーム外に、それぞれプレイヤーが集うコミュニティが形成されている。これらは攻略が難しい、一人では攻略できない、あるいは攻略に時間がかかるというゲーム設計のため、情報交換や相互扶助といったところから始まり、本作をプレイするうえで欠かせない要素となっている。
ゲーム内コミュニティ (Link Shell)
LSと呼称される。ゲーム内通貨（ギル）によって購入するアイテム、リンクシェルから複製されるリンクパールを持つことにより、同じパールを持つプレイヤー間で専用のチャットチャンネルが開設される。購入者が名称と色彩を決定し開封することにより機能する（一度決定すると変更不可）。装着するとPC名の左側に設定した色彩のパールが表示され、PCステータスを調べるとLS名を調べることができる。開封者はリーダーとしてパールの複製、パール複製可能なパールサック化（サブリーダー権限の付与）やパールサックからパールへの変更（サブリーダー権限の剥奪）、パールの剥奪の権限を持つ（パールの剥奪はパールサックメンバーも可能）。複数のリンクパールを所持する場合、目的に合わせて付け替え、ゲーム内コミュニティに参加するが、複数を同時に装着することはできない。
ゲーム外コミュニティ
LSが運営するWebサイトによるコミュニケーションを行っている場合もある。攻略情報ほか、さまざまなプレイ情報をプレイヤーが持ち寄る形で形成されるゲーム外コミュニティが多数ある。

## ワールドサーバ
プレイヤーはスクウェア・エニックスが所有するワールド用サーバにインターネットを通して接続し、ゲームに参加する。サーバに割り当てられる人数には限界があるため、複数サーバを用意し各サーバの仮想世界をワールドと呼び、パラレルワールドを築いている。
プレイヤーキャラクターは割り当てられた1つのワールドの中でしか行動できない。各ワールドの名称は、ファイナルファンタジーシリーズの召喚獣に由来する。2011年8月現在、18のワールド（内テストサーバ2）があり、200万以上のPCが登録されている。

### 所属サーバの決定
サービス開始当初、キャラクターの作成時に自分で所属するワールド（サーバ）を選ぶことは出来ず、ホスト側で自動的にワールドの人口比率に合わせて割り振られるようなシステムになっていた。一度キャラクターを作ってしまうと、そのキャラクターを別のサーバに移動することは不可能となるため、特定のワールドにキャラクターを作成するには、既にそのワールドにいるキャラクターからワールドパス（ゲーム内通貨で購入する専用パスワード）を発行してもらい、招待を受けることが必要であった。ちなみに、同一アカウント内の2人目以降のキャラクターは、ワールドパスを使わずとも自動的に1人目のキャラクターと同じサーバへ作成される。
のちに、2007年3月8日のバージョンアップによりワールドパスは廃止され、キャラクター作成時に自由にサーバを選べるようになった他、2007年6月21日より有料で自由にワールドの移転が可能となった（様々な特典が受けられる「冒険者紹介システム」用「ゴールドワールドパス」については発行を継続。移転後90日間は再度の移転不可。）。

### サーバ一覧

#### 一般サーバ
※緑色は2016年9月現在稼動中のサーバ、赤色はかつて存在したサーバを表す。
| 番号 | サーバ名     | 稼働期間                       | 備考               |
| ---- | ------------ | ------------------------------ | ------------------ |
| 00   | Bahamut      | 2002年5月16日 -                |                    |
| 01   | Shiva        | 2002年5月16日 -                |                    |
| 02   | Titan        | 2002年5月16日 - 2011年5月9日   | Phoenixへ統合      |
| 03   | Ramuh        | 2002年5月16日 - 2011年5月9日   | Bahamutへ統合      |
| 04   | Phoenix      | 2002年5月16日 -                |                    |
| 05   | Carbuncle    | 2002年5月16日 -                |                    |
| 06   | Fenrir       | 2002年5月16日 -                |                    |
| 07   | Sylph        | 2002年5月16日 -                |                    |
| 08   | Valefor      | 2002年5月16日 -                |                    |
| 09   | Alexander    | 2002年5月16日 - 2011年5月9日   | Shivaへ統合        |
| 10   | Leviathan    | 2002年5月16日 -                |                    |
| 11   | Odin         | 2002年5月16日 -                |                    |
| 12   | Ifrit        | 2002年5月16日 - 2011年5月9日   | Odinへ統合         |
| 13   | Diabolos     | 2002年5月16日 - 2011年5月9日   | Sirenへ統合        |
| 14   | Caitsith     | 2002年5月16日 - 2011年5月9日   | Ragnarokへ統合     |
| 15   | Quetzalcoatl | 2002年5月16日 -                |                    |
| 16   | Siren        | 2002年5月16日 -                |                    |
| 17   | Unicorn      | 2002年5月16日 - 2011年5月9日   | Fenrirへ統合       |
| 18   | Gilgamesh    | 2002年5月16日 - 2011年5月9日   | Carbuncleへ統合    |
| 19   | Ragnarok     | 2002年5月16日 -                |                    |
| 20   | Pandemonium  | 2002年11月7日 - 2010年3月23日  | Asuraへ統合        |
| 21   | Garuda       | 2002年11月7日 - 2010年3月23日  | Lakshmiへ統合      |
| 22   | Cerberus     | 2002年11月7日 -                |                    |
| 23   | Kujata       | 2002年12月19日 - 2010年3月23日 | Valeforへ統合      |
| 24   | Bismarck     | 2002年12月19日 -               |                    |
| --   | Ixion        | 2002年12月19日 - 2003年1月14日 | Bismarckへ統合     |
| --   | Typhon       | 2002年12月19日 - 2003年1月14日 | Kujataへ統合       |
| --   | Kirin        | 2002年12月19日 - 2003年1月14日 | Bismarckへ統合     |
| 25   | Seraph       | 2003年3月13日 - 2010年3月23日  | Bismarckへ統合     |
| 26   | Lakshmi      | 2003年3月13日 -                |                    |
| 27   | Midgardsormr | 2003年6月10日 - 2010年3月23日  | Quetzalcoatlへ統合 |
| 28   | Fairy        | 2003年10月7日 - 2010年3月23日  | Sylphへ統合        |
| 29   | Asura        | 2003年12月9日 -                |                    |
| 30   | Remora       | 2004年10月7日 - 2010年3月23日  | Leviathanへ統合    |
| 31   | Hades        | 2004年10月7日 - 2010年3月23日  | Cerberusへ統合     |

#### ベータテスト用サーバ
| 番号 | サーバ名      | 稼働期間                       | 備考                              |
| ---- | ------------- | ------------------------------ | --------------------------------- |
| --   | Chaos         | 2001年12月17日 - 2002年4月26日 | PS2版βテスト用サーバ              |
| --   | Zande         | 2001年12月17日 - 2002年4月26日 | PS2版βテスト用サーバ              |
| --   | Golbez        | 2001年12月17日 - 2002年2月15日 | PS2版βテスト用サーバ、Zandeへ統合 |
| --   | Xdeath        | 2001年12月17日 - 2002年2月15日 | PS2版βテスト用サーバ、Zandeへ統合 |
| --   | Glasyalabolas | 2002年6月18日 - 2002年11月1日  | Windows版βテスト用サーバ          |
| --   | Cactuar       | 2003年6月12日 - 2003年10月14日 | 北米版βテスト用サーバ             |
| --   | Hydra         | 2005年12月10日 - 2006年4月3日  | Xbox 360版βテスト用サーバ         |

#### テストサーバ
| 番号 | サーバ名 | 稼働期間                      | 備考                                 |
| ---- | -------- | ----------------------------- | ------------------------------------ |
| --   | Chocobo  | --                            | Real Vana'dielでの公開テスト用サーバ |
| --   | Atomos   | --                            | 非公開テスト用サーバ                 |
| --   | Undine   | 2011年8月29日 - 2016年7月26日 | 公開テスト用サーバ                   |

## 『FFXI』の歴史
- スクウェアよりPlayStation 2用β送付。A4サイズのマニュアルを綴じていた約2キロのアルミ製バインダーが特徴（製品版のマニュアルはDVDケースサイズになった）。
  - 2001年12月17日 - 一般βテスターによる、クローズドβ2テスト開始。翌年4月26日まで実施。
- 以降、スクウェアより発売およびPC用β配布。
  - 2002年5月16日 - 日本国内にて、PlayStation 2版パッケージがリリース、正式サービス開始。
  - 2002年6月18日 - Windows版βテスト開始。同年2002年11月1日まで実施。
  - 2002年9月26日 - 「ファイナルファンタジーXI 2002 SPECIAL ART BOX」発売。
  - 2002年11月7日 - 日本国内にて、Windows版発売。
- 以降、スクウェア・エニックスより発売およびXbox 360用β配布。
  - 2003年4月17日 - 拡張データディスク第1弾「ジラートの幻影」[6]発売。
  - 2003年10月28日 - 北米でWindows版が発売、サービス開始。
  - 2004年3月23日 - 北米においてPlayStation 2版サービス開始。
  - 2004年4月 - 『FFXI』の有料契約者数が50万人突破した。また、キャラクターに関しては120万キャラ突破。
  - 2004年9月16日 - 拡張データディスク第2弾「プロマシアの呪縛」[7]発売。それに伴い、ヨーロッパ圏でもサービス開始。
  - 2004年9月18日 - 同時接続者数が17万人を越える。
  - 2004年9月22日 - 北米で拡張データディスク「プロマシアの呪縛」発売。
  - 2004年9月28日 - アクティブユーザー数が55万人、キャラクター数は150万突破。
  - 2004年12月9日 - 公式サイトにおいてリアルマネートレード（RMT）の対応についてのコメント発表。
  - 2005年2月15日 - 規約に違反する行為（モンスターの狩場を独占、MPK行為など）を繰り返し行っていた、800アカウント以上のユーザーについて、プレイオンラインからの強制退会処分。
  - 2005年4月15日 - 『FFXI』を中心としたサーバのネットワークトラブルが、不特定の第3者によるDDoS攻撃と発表。
  - 2005年6月24日 - 同時接続者数が19万4418人を記録する。これは同ゲームにおける最高記録。
  - 2005年12月10日 - Xbox 360本体発売にともない、Xbox 360版βテスト開始。翌年4月3日まで実施。
  - 2006年2月9日 - 不正を行っていたアカウント、および不正な手段で得たギルを利用して大規模なRMTを行っていた700アカウント以上を全て強制退会処分。
  - 2006年4月20日 - 拡張データディスク第3弾「アトルガンの秘宝」[8]発売。Xbox 360版正式サービス開始。合わせてPlayStation 2用ソフト「ドラゴンクエスト 少年ヤンガスと不思議のダンジョン」も同時発売された。
  - 2006年6月29日 - 「ファイナルファンタジーXI リンクシェルコミュニティβ版」オープン。
  - 2006年12月 - GMポリシー公開。
  - 2007年3月下旬 - ドイツ・フランスにおいて現地語バージョンのパッケージ販売を順次開始。
  - 2007年5月11日 - ソースネクストより入門者向け廉価版パッケージ「はじめてのファイナルファンタジーXI」発売。
  - 2007年11月3日 - 公式ファン感謝祭「アルタナ祭りin大阪」[9]が梅田芸術劇場で開催された。
  - 2007年11月22日 - 拡張データディスク第4弾「アルタナの神兵」[10]発売。合わせてPlayStation 2（SCPH-90000）の最終モデルも同時発売。
  - 2008年10月9日 - Windows向けに14日間のフリートライアル版の提供と基本データ、全ての拡張データのダウンロード販売を開始[11]。
  - 2008年11月22日 - 公式ファン感謝祭「ヴァナ★フェス2008 in 後楽園」が開催され、同イベント内において、「石の見る夢 ヴァナ・ディール最終頌 魂の返歌」、「戦慄！モグ祭りの夜 ヴァナ・ディール史上最小の作戦」、「シャントット帝国の陰謀 ヴァナ・ディール史上最凶の作戦」の追加シナリオ3部作が発表された。
  - 2009年4月9日 - 追加シナリオ第1弾「石の見る夢」サービス開始。
  - 2009年4月第3週 - ヴァナ・ディールに暮らすキャラクター総数（現在有効な契約中のキャラクター数の合計）が200万を突破。
  - 2009年7月21日 - 追加シナリオ第2弾「戦慄！モグ祭りの夜」サービス開始。
  - 2009年11月10日 - 追加シナリオ第3弾「シャントット帝国の陰謀」サービス開始。
  - 2010年2月25日 - 公式ファン感謝祭「ヴァナ★フェス2010 〜8周年だョ！全員集合」が開催され、同イベント内において、「禁断の地アビセア」、「アビセアの死闘」、「アビセアの覇者」のバトルエリア拡張コンテンツ3部作が発表された。
  - 2010年6月22日 - バトルエリア拡張コンテンツ第1弾「禁断の地アビセア」サービス開始。
  - 2010年8月18日 - ファイナルファンタジーXIとファイナルファンタジーXIVを同時に契約している場合の特典が発表された[12]。
  - 2010年9月9日 - バトルエリア拡張コンテンツ第2弾「アビセアの死闘」サービス開始。
  - 2010年12月7日 - バトルエリア拡張コンテンツ第3弾「アビセアの覇者」サービス開始。
  - 2012年6月23日-24日 - 10周年記念イベント「A DECADE OF FINALFANTASY XI VANA★FEST2012」が開催され、同イベント内において、拡張データティスク「アドゥリンの魔境」を2013年に発売すると発表された。
  - 2013年3月27日 - 拡張データディスク第5弾「アドゥリンの魔境」[13]発売。国内最後のPlayStation 2用ソフト。
  - 2015年3月19日 - 2015年5月・8月・11月にわたって配信されるシナリオ「ヴァナ・ディールの星唄」をもってメジャーバージョンアップの実施を終了予定を発表。同時に2016年3月を目途にPlayStation 2・Xbox 360でのサービス提供を終了予定と発表した。
  - 2015年5月14日 - 追加シナリオ「ヴァナ・ディールの星唄 第1章」サービス開始。
  - 2015年8月5日 - 追加シナリオ「ヴァナ・ディールの星唄 第2章」サービス開始。
  - 2015年11月10日 - 追加シナリオ「ヴァナ・ディールの星唄 最終章」サービス開始。
  - 2016年3月31日 - 23時をもってPlayStation 2・Xbox 360でのサービスを終了した。
  - 2020年8月6日 - 新シナリオ「蝕世のエンブリオ」サービス開始。

## 規約行為違反者への一斉対処
- 2007年7月より月に一度規約違反行為の種別とアカウント数の内訳を公表していた。

| 日付           | 強制退去処分アカウント数 | 資格一時停止処分アカウント数 | 全サーバー統計凍結ギル |
| -------------- | ------------------------ | ---------------------------- | ---------------------- |
| 2007年7月24日  | 約4700                   | 約750                        | 26億ギル               |
| 2007年8月27日  | 約6570                   | 約390                        | 26億ギル               |
| 2007年9月25日  | 約7050                   | 約1030                       | 26億ギル               |
| 2007年10月24日 | 約6750                   | 約1150                       | 23億ギル               |
| 2007年11月14日 | 約4400                   | 約1210                       | 20億ギル               |
| 2007年12月19日 | 約12460                  | 約1470                       | 37億ギル               |
| 2008年1月24日  | 約10920                  | 約2350                       | 31億ギル               |
| 2008年2月20日  | 約5600                   | 約1270                       | 21億ギル               |
| 2008年3月25日  | 約8900                   | 約1500                       | 58億ギル               |
| 2008年4月23日  | 約6860                   | 約990                        | 41億ギル               |
| 2008年5月27日  | 約7620                   | 約1660                       | 33億ギル               |
| 2008年6月24日  | 約4220                   | 約1370                       | 18億ギル               |
| 2008年7月22日  | 約3770                   | 約660                        | 20億ギル               |
| 2008年8月26日  | 約5760                   | 約420                        | 25億ギル               |
| 2008年9月25日  | 約4640                   | 約340                        | 18億ギル               |
| 2008年10月22日 | 約7060                   | 約1520                       | 12億ギル               |
| 2008年11月20日 | 約10660                  | 約280                        | 13億ギル               |
| 2008年12月24日 | 約12860                  | 約430                        | 18億ギル               |

- 2009年1月からは対処したアカウント数と凍結ギル額のみを公表している[14]。

| 集計期間                       | 対処したアカウント数 | 凍結ギル額 |
| ------------------------------ | -------------------- | ---------- |
| 2008年12月23日 - 2009年1月27日 | 7210                 | 約15億ギル |
| 2009年1月28日 - 2009年2月28日  | 7650                 | 約21億ギル |
| 2009年3月1日 - 2009年3月31日   | 11070                | 約15億ギル |
| 2009年4月1日 - 2009年4月30日   | 9500                 | 約23億ギル |
| 2009年5月1日 - 2009年5月31日   | 12170                | 約27億ギル |
| 2009年6月1日 - 2009年6月30日   | 16230                | 約21億ギル |
| 2009年7月1日 - 2009年7月31日   | 31630                | 約27億ギル |
| 2009年8月1日 - 2009年8月31日   | 13370                | 約15億ギル |
| 2009年9月1日 - 2009年9月30日   | 14140                | 約9億ギル  |
| 2009年10月1日 - 2009年10月31日 | 14080                | 約10億ギル |
| 2009年11月1日 - 2009年11月30日 | 17180                | 約7億ギル  |
| 2009年12月1日 - 2009年12月31日 | 13729                | 約4億ギル  |
| 2010年1月1日 - 2010年1月31日   | 10840                | 約36億ギル |
| 2010年2月1日 - 2010年2月28日   | 6400                 | 約8億ギル  |
| 2010年3月1日 - 2010年3月31日   | 11900                | 約6億ギル  |

## ベンチマーク
Windows版においてはそれなりのハードウェアのスペックを求められるため、公式ベンチマーク（性能を計測するソフトウェア）を公開している。これまでに追加ディスクの発売に合わせてベンチマークソフトも更新されており、2008年12月現在のものは「FINAL FANTASY XI for Windows オフィシャルベンチマークソフト3」である。デモモードもあり、追加ディスクの内容に合わせた内容の映像が流れる。
初期の頃から「タルタル」が大勢でエモート（キャラクタを動作させて表す感情表現）する様子が映し出されるため、タルベンチと呼ばれることもある。
リリースからしばらくはベンチマークソフトの定番としてメディアのベンチマーク記事やパソコンショップの店頭デモなどにも用いられていたが、NvidiaのSLI、ATIのCrossFireといった最新のグラフィックカードの機能には対応しておらず、また、3D画像処理などにDirectX 8.1という数世代前の拡張APIを使用していること、ハードウェア側の性能向上で相対的に「軽い」ベンチマークになったこと、実質的な後継作品であるFF14用のベンチマークが継続的にアップデートされていることなどから、2020年現在はあまり用いられていない。

## その他
- シリーズ恒例のオープニングBGMである「プレリュード」は、前作『FFX』でポップなテイストに編曲されたが、本作では元のテイストに改められている。一見八分音符ディレイのかかったハープソロであるかのように思わせて、実はハープデュオの曲であったことが曲尾に判明する仕掛けを用いている。ループは復活したが、音形には若干の改変が見られる。
- オンラインゲーム特有の事象として、ゲームシステムを利用してプレイヤーが自らイベントを開催するなど、サービスを提供する側が用意した遊び方とは違った楽しみ方をするプレイヤーも出現している。1エリア全体を使用して鬼ごっこを繰り広げたり、マクロやモーションなどのシステムを駆使して自らが作成した漫才・コントやダンスを観客の前で披露するプレイヤー（俗に「ヴァナ芸人」と呼ばれる）が出現し、中には「ファミ通PS2」などのゲーム雑誌や新聞でインタビューを受けて採り上げられる者も現れている。
- 2003年12月、東京・秋葉原に「リアル・ヴァナ・ディール」という『FFXI』専用のネットカフェがオープンした。スクウェア・エニックスの協力により、株式会社メルコオンラインエンターテインメントが運営。高性能端末と快適な室内環境で『FFXI』をプレイできることが売りだったが、2005年12月18日に閉店した。
- プロデューサーである田中弘道が『FFIII』リメイクの際に「本作『FFXI』は初期のシリーズ作品特に『FFIII』クリスタルの物語や魔法の概念の整理を行い、再構築して作り上げた」旨発言している。逆に『FFXI』側からも『FFIII』リメイク作品に対して黒魔法詠唱モーションを提供している。
- Xbox 360版ではXbox Liveと連動して実績解除が可能だが困難な条件が多く、『レリック装備を最終段階まで強化する』は解除可能な実績の中でも最高の難易度とされる（但し、2008年夏のアップデートで困難な実績はそのままに、『サポートジョブの取得』など比較的解除条件の易しい実績が追加されている）。解除方法は他のXbox 360用ソフトのような「条件を満たしたら自動的に解除」ではなく、称号変更を行えるNPCに話しかけることで解除できる。
- 2015年に本作のスマートデバイス版となるネクソンとの共同開発によるアプリゲーム『ファイナルファンタジーXI R』を発表、2016年にサービス開始としていたが、延期を重ねた後2021年に開発プロジェクトの中止が報じられた[15]。

## スタッフ
- プロデューサー - 坂口博信（開発途中で降板）、田中弘道（2012年7月末退社）、松井聡彦（後任ディレクター兼）
- ディレクター - 石井浩一（「ジラートの幻影」後退社）、河本信昭、小川公一、松井聡彦、伊藤泉貴、藤戸洋司
- プログラムディレクター - 成田賢
- アートディレクター - 相場良祐
- アニメーションディレクター - 金田伊功
- タイトルロゴ・パッケージイラスト - 天野喜孝
- シナリオ
  - サンドリア担当 - 木越祐介
  - バストゥーク担当 - 河本信昭
  - ウィンダス担当 - 佐藤弥詠子
  - ジュノ担当 - 加藤正人（脚本・監修）、木越祐介（演出）
  - ジラートミッション - 加藤正人（脚本・監修）、木越祐介（演出）
  - プロマシアミッション - 河本信昭、佐藤弥詠子
- 世界観設定 - 岩尾賢一
- ボスモンスターAI - 土田俊郎
- 音楽 - 植松伸夫、水田直志、谷岡久美
- オープニングテーマ「"FFXI Opening Theme" Legend - The Crystal Theme, Memory of the People, Memoro de la Ŝtono, Memory of the Wind」
  - 作曲 - 植松伸夫
  - 編曲 - 浜口史郎
  - 詩 - 加藤正人（日本語原詩作詞）、小西岳（エスペラント訳詞）
- プロマシの呪縛エンディングテーマ - 「Distant Worlds」
  - 作曲 - 植松伸夫
  - 編曲 - 水田直志
  - 詩 - 佐藤弥詠子（日本語原詩）、マイケル・クリストファー・コージ・フォックス（英訳）
  - 歌 - 増田いずみ
- アドゥリンの魔境エンディングテーマ-「Forever Today」
  - 作曲 - 水田直志
  - 編曲 - 伊賀拓郎、水田直志
  - 詩 - 佐藤弥詠子
  - 歌 - 小林未郁
  - 演奏-Nanaa Mihgo'sと豪華アンサンブル
- ヴァナ・ディールの星唄エンディングテーマ-「Rhapsodies of Vana'diel」
  - 作曲 - 水田直志

　　Vana'diel Marchをベースとした曲。
- - 歌 - ファンタスマゴリック

　　序盤はファンタスマゴリックのボーカルがメインで、中盤から冒険者（プレイヤー）のコーラスにバトンタッチする。
- キャラクターデザイン
  - ヒューム&エルヴァーン - 野村哲也
  - ミスラ&ガルカ - 三原庸嘉
  - タルタル - 木佐貫玉枝
- プロモーション - 羽入田新、片山理恵子
- グローバルオンラインプロデューサー - Sage Sundi（田中弘道）

## 関連商品

### 攻略本
ファイナルファンタジーXI スターティングガイド&コミック ブレイブ ニュー ワールド
デジキューブ（2002年5月17日）
ファイナルファンタジーXI ヴァナ・ディール ワールドリポート version.020709
キュービスト（編集）、デジキューブ（2002年8月1日）
ファイナルファンタジーXI ヴァナ・ディール ワールドリポート version021002 for windows(R)対応版
デジキューブ（2002年11月8日）
ファイナルファンタジーXI 攻略大辞典 version.030205
ファミ通書籍編集部（編集）、エンターブレイン（2003年4月）
ファイナルファンタジーXI プレイ日記 ヴァナ・ディール滞在記
永田泰大（著）、みずしな孝之（著）、エンターブレイン（2003年4月26日）
いまから始めるファイナルファンタジーXI ヴァナ・ディール新米冒険者ガイドブック (The PlayStation2 BOOKS)
ドリマガ編集部（編集）、ザプレイステーション2編集部（編集）、エンタテインメント書籍編集部（編集）、ソフトバンククリエイティブ（2003年4月26日）
ファイナルファンタジーXI ヴァナ・ディール ワールドリポートversion.030625
デジキューブ（2003年8月）
ファイナルファンタジーXI ジョブ・マスターズガイド (The PlayStation2 BOOKS)
エンタテインメント書籍編集部（編集）、キュービスト（編集）、ソフトバンククリエイティブ（2003年10月1日）
ファイナルファンタジーXI ギルド・マスターズガイド (The PlayStation2 BOOKS)
エンタテインメント書籍編集部（編集）、キュービスト（編集）、ソフトバンククリエイティブ（2003年10月1日）
ファイナルファンタジーXI エリア・マスターズガイド (The PlayStation2 BOOKS)
エンタテインメント書籍編集部（編集）、キュービスト（編集）、ソフトバンククリエイティブ（2003年10月1日）
FINALFANTASY XI ジラートの幻影 公式ガイド for EXPERT ヴァナ・ディール研究白書 Ver.031111
ファミ通書籍編集部（編集）、エンターブレイン（2003年12月12日）
ファイナルファンタジーXI エリア・マスターズガイド ver.040422 (The PlayStation2 BOOKS)
エンタテインメント書籍編集部（編集）、ソフトバンククリエイティブ（2004年8月31日）
ファイナルファンタジーXI ジョブ・マスターズガイド ver.040422 (The PlayStation2 BOOKS)
エンタテインメント書籍編集部（編集）、ソフトバンククリエイティブ、改訂版（2004年8月31日）
ファイナルファンタジーXI ギルド・マスターズガイド ver.040422 (The PlayStation2 BOOKS)
エンタテインメント書籍編集部（編集）、ソフトバンククリエイティブ（2004年8月31日）
ファイナルファンタジーXI 公式設定資料集 〜Life in Vana'diel〜
ゲーム映像企画部（著・編集）、エンターブレイン（2004年12月25日）
ファイナルファンタジーXI ジラートの幻影・プロマシアの呪縛 ヴァナ・ディール ワールドリポート Ver.050224
スクウェア・エニックス（2005年3月18日）
いまから始めるファイナルファンタジーXI 2005 (The PlayStation2 BOOKS)
エンタテインメント書籍編集部（編集）、ソフトバンククリエイティブ（2005年3月25日）
ファイナルファンタジーXI エリア・マスターズガイド ver.050512 (The Playstation2 BOOKS)
キュービスト（著）、ソフトバンククリエイティブ（2005年7月1日）
ファイナルファンタジーXI ギルド・マスターズガイド ver.050512 (The Playstation2 BOOKS)
キュービスト（著）、ソフトバンククリエイティブ（2005年7月1日）
ファイナルファンタジーXI ジョブ・マスターズガイド ver.050512 (The Playstation2 BOOKS)
キュービスト（著）、ソフトバンククリエイティブ（2005年7月1日）
ファイナルファンタジーXI クイックお助けナビ
ヘッドルーム（著）、メディアファクトリー（2005年12月2日）
ファイナルファンタジーXI マニアックス ハンターズ・バイブル Ver.20051213（ファミ通の攻略本）
ファミ通書籍編集部（編集）、エンターブレイン（2006年3月31日）
ファイナルファンタジーXI マニアックス 合成極之書 Ver.20060822
ファミ通書籍編集部（編集）、エンターブレイン（2006年9月29日）
ファイナルファンタジーXI リーダースタイル (The PlayStation2 BOOKS)
エンタテインメント書籍編集部（著）、ソフトバンククリエイティブ（2006年12月1日）
ファイナルファンタジーXI マニアックス ハンターズ・バイブル2nd Ver.20070115
ファミ通書籍編集部（編集）、エンターブレイン（2007年1月31日）
ファイナルファンタジーXI ジョブ・マスターズガイド Ver.070203 (The PlayStation2 BOOKS)
キュービスト（著）、ソフトバンククリエイティブ（2007年3月28日）
ファイナルファンタジーXI ギルド・マスターズガイド Ver.070203 (The PlayStation2 BOOKS)
キュービスト（著）、ソフトバンククリエイティブ（2007年3月28日）
ファイナルファンタジーXI エリア・マスターズガイド Ver.070203 (The PlayStation2 BOOKS)
キュービスト（著）、ソフトバンククリエイティブ（2007年3月28日）
ファイナルファンタジーXI マニアックス トレジャーズ・バイブルRareEX Ver.20070613
ファミ通書籍編集部（著）、エンターブレイン（2007年9月18日）
ファイナルファンタジーXI リーダースタイル Ver.070828 (BOOKS for PlayStation2)
エンタテイメント書籍編集部（著）、ソフトバンククリエイティブ（2007年10月27日）
ヴァナ・ディール通信 vol.6 秋のバージョンアップ特集号（エンターブレインムック）
エンターブレイン（2008年11月21日）
ファイナルファンタジーXI ギルド・マスターズガイド Ver.081126 The PlayStation2 BOOKS (BOOKS for PlayStation2)
キュービスト（著）、ソフトバンククリエイティブ（2009年1月31日）
ファイナルファンタジーXI エリア・マスターズガイド Ver.081126 The PlayStation2 BOOKS (BOOKS for PlayStation2)
キュービスト（著）、ソフトバンククリエイティブ（2009年1月31日）
ファイナルファンタジーXI ジョブ・マスターズガイド Ver.081126 The PlayStation2 BOOKS (BOOKS for PlayStation2)
キュービスト（著）、ソフトバンククリエイティブ（2009年1月31日）
ヴァナ・ディール通信 Vol.7 -サルベージ攻略映像特集号-（DVD付）（エンターブレインムック）
エンターブレイン（2009年4月2日）
ファイナルファンタジーXI ストーリー アルティマニア Ver.090409 (SE-MOOK)
スタジオベントスタッフ（編集）、スクウェア・エニックス（2009年6月11日）
ファイナルファンタジーXI プレイヤーズバイブル -素材狩り編- Ver.20090409
ファミ通書籍編集部（著）、エンターブレイン（2009年6月12日）
ヴァナ・ディール通信 vol.8 -とんでもパンデモ特集号-（DVD付）（エンターブレインムック）
エンターブレイン（2009年9月18日）
ファイナルファンタジーXI リーダースタイル Ver.091110 (BOOKS for PlayStation2)
エンタテインメント書籍編集部（著）、ソフトバンククリエイティブ（2010年3月3日）
FINAL FANTASY XI 10th ANNIVERSARY OFFICIAL MEMORIAL BOOK -A Decade of Vana'diel-
スクウェア・エニックス（2012年6月26日）

### 小説
ファミ通文庫からいずれもはせがわみやびによる著書のノベライズが発売されている。長編シリーズだが、全編が同じ主人公ではない。
ファイナルファンタジーXI 祈りの風
ファイナルファンタジーXI 星の誓い
ファイナルファンタジーXI 永遠の絆
ファイナルファンタジーXI 護りの剣 1
ファイナルファンタジーXI 護りの剣 2
ファイナルファンタジーXI 護りの剣 3
ファイナルファンタジーXI 遥かなる翼
ファイナルファンタジーXI 騎士の誇り 1
ファイナルファンタジーXI 騎士の誇り 2
ファイナルファンタジーXI 騎士の誇り 3
ファイナルファンタジーXI 冒険者の休日
ファイナルファンタジーXI 遠い願い 上
ファイナルファンタジーXI 遠い願い 下
ファイナルファンタジーXI 新たな夢 上
ファイナルファンタジーXI 新たな夢 下
ファイナルファンタジーXI 旅の恵み
ファイナルファンタジーXI アトルガンの娘たち 1
ファイナルファンタジーXI アトルガンの娘たち 2
ファイナルファンタジーXI アトルガンの娘たち 3
ファイナルファンタジーXI 賢者の遺言 上
ファイナルファンタジーXI 賢者の遺言 下
ファイナルファンタジーXI 幸運の条件
ファイナルファンタジーXI ロンフォールの姫騎士
ファイナルファンタジーXI 星のいざない
ファイナルファンタジーXI ハッピーギフト
ファイナルファンタジーXI 彼方からの伝言 1
ファイナルファンタジーXI 彼方からの伝言 2
ファイナルファンタジーXI 彼方からの伝言 3
ファイナルファンタジーXI ザルカバードの鼓動 1
ファイナルファンタジーXI ザルカバードの鼓動 2
ファイナルファンタジーXI ザルカバードの鼓動 3
長編シリーズと同じようにファミ通文庫からアンソロジー小説も発売。著者は、田口仙年堂、高殿円、はせがわみやび。
ファイナルファンタジーXI アンソロジー短編集 みんなで大冒険!!

### 漫画

#### 青年漫画誌
FINAL FANTASY XI〜THE OUT OF ORDERS〜（原作：キム・ソンジェ 作画：キム・ビョンジン）
2004年12月の「ヤングガンガン」創刊号より連載されたが、連載3回で作者取材の為休載。2006年秋から再開予定だったが、作者都合により連載中止となった。

#### アンソロジーコミック
ブロスコミックスEXなどでアンソロジーコミックも多数出版されており、そのうち執筆作家単独の個人集も発売されている。以下はその個人集のみを記載している。
ファイナルファンタジーXI LANDS END（漫画：清瀬のどか）
ファイナルファンタジーXI ぼくらのきもち Boy meets Girl（漫画：おおつきべるの）
ファイナルファンタジーXI おかえり Welcome Back!（漫画：うず）
ファイナルファンタジーXI Trick Star（漫画：Mrパブロフ）
ファイナルファンタジーXI いつか君にとどく風（漫画：沙月ゆう）
ファイナルファンタジーXI てっぺんのうた（漫画：おおつきべるの）
ファイナルファンタジーXI ぷりけつ行進曲（漫画：吉田満）
ファイナルファンタジーXI おかえり 2 Welcome Back!（漫画：うず）
ファイナルファンタジーXI ストレンジャーズ Strangers（漫画：小林こたろ）
ファイナルファンタジーXI GO!GO!ヴァナ・ディール!!（漫画：寒苦鳥）
ファイナルファンタジーXI ガルカ、はじめました。（漫画：菊野郎）
ファイナルファンタジーXI 君のうた、僕のあしあと（漫画：ほんだある）
ファイナルファンタジーXI フォーチュンボックス（漫画：Carawey）
ファイナルファンタジーXI おきらくデイズ（漫画：島津美保）
ファイナルファンタジーXI GO!GO!ヴァナ・ディール!!2（漫画：寒苦鳥）
ファイナルファンタジーXI 空回りで行こう!（漫画：小虎）
ファイナルファンタジーXI まったりにぎにぎ冒険記 はるぅぼん
単行本のアンソロジーコミックからの個人集だけでなく、ファイナルファンタジーXIのコミックに特化した季刊誌での掲載作品の個人集もある。
ファイナルファンタジーXI まったりにぎにぎ冒険記 はるぅぼん（漫画：はるぅ）
ファイナルファンタジーXI　〜祈りの風〜 全2巻（漫画：沙月ゆう）
ファイナルファンタジーXI アトルガンへいこう!（漫画：おおつきべるの）
ファイナルファンタジーXI Fatal Connection（漫画：小林こたろ）
ファイナルファンタジーXI リボン（漫画：うず）
ファイナルファンタジーXI -ヴァナ・ディールの住人たち-（漫画：高広）
ファイナルファンタジーXI またあした（漫画：おおつきべるの）
「コミックヴァナ通」で連載されていたが、「ファミ通コミッククリア」へ移籍した作品もある。タイトルは変更された。
ファイナルファンタジーXI 未来への約束（漫画：おおつきべるの）

### 楽譜
やさしいピアノピース（57）ファイナルファンタジーXI
ヤマハミュージックメディア（2002年7月23日）
楽しいバイエル併用 ファイナルファンタジーXI
スクウェア、水田直志、谷岡久美、植松伸夫、丹羽あさ子、ドレミ楽譜出版社（2002年10月25日）

## 音楽
ファイナルファンタジーXI オリジナル・サウンドトラック
ファイナルファンタジーXI プロマシアの呪縛 オリジナル・サウンドトラック
ファイナルファンタジーXI アトルガンの秘宝 オリジナル・サウンドトラック
ファイナルファンタジーXI アルタナの神兵 オリジナル・サウンドトラック
FINAL FANTASY XI 8th Anniversary Memories of Dusk and Dawn
FINAL FANTASY XI Original Soundtrack -PLUS-
Forever Today：FINAL FANTASY XI アドゥリンの魔境 Original Soundtrack PLUS
FINAL FANTASY XI ~ヴァナ・ディールの贈り物~故郷を称えて、冒険の想い出~

## 朗読劇
監修：スクウェア・エニックス（異聞では協力としても参加）、企画：株式会社KADOKAWA、株式会社KADOKAWA Game Linkage、主催：株式会社KADOKAWA
朗読劇 ファイナルファンタジーXI 異聞のウタイビト（いぶんのウタイビト）
2024年2月17日に昼夜の全2公演、ところざわサクラタウン ジャパンパビリオンホールAにて公演。シナリオ制作にあたっては『FFXI』チーム監修、そしてファミ通、電撃のプロデュースのもと、過去に『FFXI』のシナリオに開発に関わったスタッフが担当しており、本公演のための書き下ろし作品である。演出：早川康介、脚本：高橋玖、はせがわみやび、出演者：加藤英美里、浅川悠、佐々木望、白熊寛嗣となっている。

朗読劇 ファイナルファンタジーXI 夢幻のウタイビト（むげんのウタイビト）
2025年3月1日に昼夜の全2公演、横浜市教育会館ホールにて公演。公演ごとに上演するシナリオの一部が異なる。『異聞のウタイビト』と同じく、『FFXI』チーム監修のもと、高橋玖、はせがわみやびがシナリオを執筆。ゲーム中では語られることのないストーリーとなっていて、演出：小暮邦明、脚本：早川康介、出演者：加藤英美里、浅川悠、河西健吾、ランズベリー・アーサーとなっている。